# بخش جکسون (شهرستان کرافورد، اوهایو)
بخش جکسون (به انگلیسی: Jackson Township) یک منطقهٔ مسکونی در ایالات متحده آمریکا است که در شهرستان کرافورد، اوهایو واقع شده‌است.
 بخش جکسون ۱۹٫۶ کیلومتر مربع مساحت و ۳۸۱ نفر جمعیت دارد و ۳۵۱ متر بالاتر از سطح دریا واقع شده‌است.